# Benelux' Next Top Model (prima edizione)
La prima stagione di Benelux' Next Top Model è andata in onda dal 14 settembre al 16 novembre 2009 sui canali 2BE (Belgio) e RTL5 (Olanda), condotta dalla ex modella Daphne Deckers; sia le concorrenti che i giudici erano di provenienza belga e olandese.
La vincitrice, Rosalinde Kikstra ha portato a casa un contratto da 75,000 dollari con la "MTA Models" e la copertina di un'importante rivista locale.
La finale si è svolta dal vivo nella città di Haarlem.

## Concorrenti
(L'età si riferisce al tempo della messa in onda)
| Concorrente          | Età | Altezza | Provenienza       | Posizione  |
| -------------------- | --- | ------- | ----------------- | ---------- |
| Alexandra Carnewal   | 22  | 176 cm  | Hasselt           | 13.        |
| Roxanne De Craene    | 21  | 180 cm  | Haasrode          | 12./11.    |
| Adinda Jane Kennedy  | 17  | 178 cm  | Baarn             | 12./11.    |
| Sarah Van der Meer   | 22  | 174 cm  | L'Aia             | 10.        |
| Tessa Kort           | 17  | 176 cm  | Doesburg          | 9./8.      |
| Melanie Weterings    | 22  | 176 cm  | Belgio (bandiera) | 9./8.      |
| Justine Desmet       | 16  | 180 cm  | Bruges            | 7.         |
| Bianca Kortzorg      | 23  | 177 cm  | Belgio (bandiera) | 6.         |
| Catharina Elias      | 21  | 180 cm  | Bruges            | 5.         |
| Lianne Bakker        | 21  | 177 cm  | Leeuwarden        | 4.         |
| Denise De Menes      | 21  | 174 cm  | Haarlem           | 3./2.      |
| Maxime Van Steenvort | 17  | 178 cm  | Brasschaat        | 3./2.      |
| Rosalinde Kikstra    | 22  | 181 cm  | Rotterdam         | Vincitrice |

## Riassunti

### Ordine di eliminazione
| Order | Episodi   | Episodi   | Episodi   | Episodi   | Episodi   | Episodi   | Episodi   | Episodi   | Episodi   |  |
| Order | 1         | 2         | 3         | 4         | 5         | 6         | 7         | 8         | 10        |  |
| ----- | --------- | --------- | --------- | --------- | --------- | --------- | --------- | --------- | --------- |  |
| 1     | Catharina | Maxime    | Denise    | Denise    | Bianca    | Denise    | Rosalinde | Maxime    | Rosalinde |  |
| 2     | Bianca    | Catharina | Tessa     | Rosalinde | Maxime    | Lianne    | Lianne    | Denise    | Maxime    |  |
| 3     | Lianne    | Melanie   | Melanie   | Justine   | Rosalinde | Maxime    | Maxime    | Rosalinde | Denise    |  |
| 4     | Roxanne   | Sarah     | Maxime    | Maxime    | Catharina | Rosalinde | Denise    | Lianne    |           |  |
| 5     | Denise    | Tessa     | Bianca    | Lianne    | Denise    | Catharina | Catharina |           |           |  |
| 6     | Adinda    | Justine   | Catharina | Bianca    | Lianne    | Bianca    |           |           |           |  |
| 7     | Rosalinde | Rosalinde | Lianne    | Catharina | Justine   |           |           |           |           |  |
| 8     | Justine   | Lianne    | Rosalinde | Melanie   |           |           |           |           |           |  |
| 9     | Maxime    | Bianca    | Justine   | Tessa     |           |           |           |           |           |  |
| 10    | Sarah     | Denise    | Sarah     |           |           |           |           |           |           |  |
| 11    | Alexandra | Adinda    |           |           |           |           |           |           |           |  |
| 12    | Tessa     | Roxanne   |           |           |           |           |           |           |           |  |

- Nel primo episodio, Alexandra viene immediatamente eliminata alla fine del servizio fotografico; al suo posto rientra Melanie, precedentemente esclusa
- Nel secondo episodio, le ragazze al ballottaggio erano 3 anziché 2
- Nel quarto episodio, Melanie e Tessa sono al ballottaggio ed entrambe vengono eliminate
- L'episodio 9 è il riassunto dei precedenti

     La concorrente viene eliminata al di fuori della puntata in studio
     La concorrente entra in sostituzione di un'altra precedentemente eliminata
     La concorrente viene eliminata
     La concorrente ha vinto la competizione

### Servizi
- Episodio 1: In una discarica (semifinaliste)
- Episodio 2: Con un piede nella fossa
- Episodio 3: Pubblicità scarpe con animali e figuranti
- Episodio 4: Pubblicità profumo con modelli
- Episodio 5: Beauty shots con tarantole
- Episodio 6: Scatti romantici con modelli
- Episodio 7: Fine del viaggio
- Episodio 8: Foto in bikini

### Giudici
- Daphne Deckers
- Ghislaine Nuytten
- Geert De Wolf
- Bastiaan Van Schaik
- Mariana Verkerk